# 罗凤 (南昌)
罗凤（？—？），江西南昌县（今江西省南昌市）人，明朝政治人物。
罗凤于明朝年间接替梁九思担任福建福宁州柘洋巡检司巡检，卸任后由潘凤接任。